# Mésange bleue
Vous lisez un « bon article » labellisé en 2020.
Cyanistes caeruleus
Espèce
Répartition géographique
Statut de conservation UICN

 LC  : Préoccupation mineure
Synonymes
- Parus caeruleus Linnaeus, 1758 (protonyme)

La Mésange bleue (Cyanistes caeruleus) est une espèce de passereaux de la famille des paridés.
Cette mésange commune est facilement identifiable grâce à sa petite taille, ses fines pattes, son bec fin, et son plumage à dominante de bleu cobalt sur la calotte, les ailes et le dessus de la queue, jaune sur le poitrail et le ventre.
Elle occupe préférentiellement les habitats pourvus de nombreux arbres et de verdure où elle trouve sa nourriture. Les forêts de feuillus et les bocages sont ses milieux de prédilection mais elle fréquente aussi les parcs et les jardins. Espèce européenne, elle partage son habitat avec d'autres espèces de mésanges (comme la mésange charbonnière) qui montrent des différences dans la distribution spatiale et dans la niche écologique exploitée. Oiseau essentiellement insectivore et sédentaire, il est familier aux hommes et fait preuve d'une certaine tendance anthropophile qui s'adapte le plus volontiers aux jardins des localités habitées, même dans les grandes villes.
Contrairement aux effectifs des mésanges spécialisées plus affectés par la fragmentation des habitats, ceux de cette mésange généraliste sont globalement stables, voire en légère progression dans la majorité de l'Europe.
Il découle de ces caractéristiques que cette mésange commune fait partie des espèces les plus emblématiques de l'avifaune européenne.

## Description

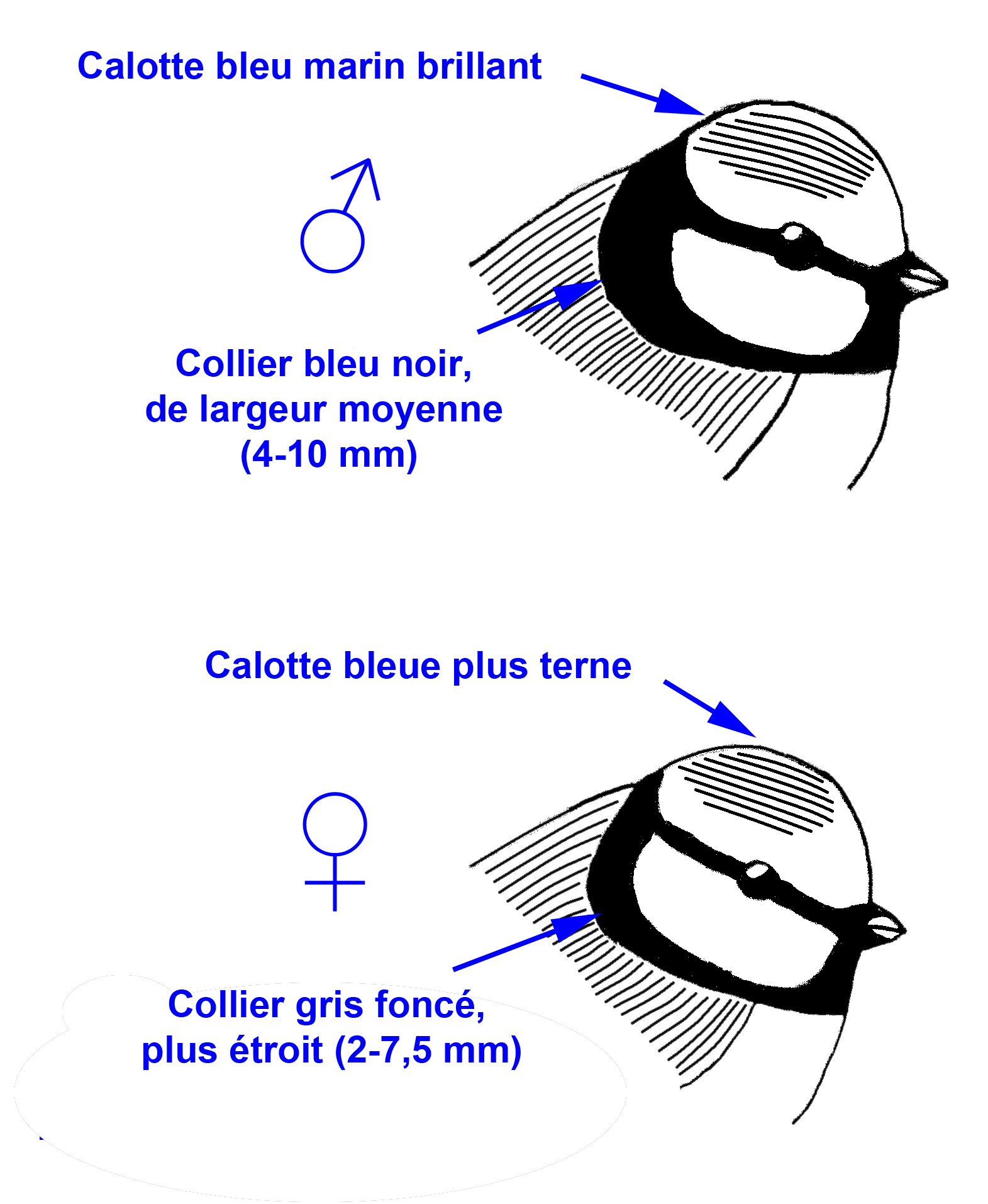
Le dimorphisme sexuel est peu marqué, il est cependant possible de différencier le mâle et la femelle par la largeur du collier et la brillance des plumes bleues.

Plus petite que la Mésange charbonnière, la Mésange bleue adulte a une taille moyenne de 10 à 12 cm pour un poids moyen de 11 g (variant de 9 à 14 g). Elle se caractérise par la couleur bleu cobalt de sa calotte, comme celle de ses ailes et le dessus de sa queue. Ses joues et son front sont blancs (jaunâtres chez les oisillons), un bandeau noir sur les yeux rejoint sa nuque bleu noir (sauf une tache blanc bleuâtre). Elle a un menton et le haut de la gorge noirs ; son collier auriculaire noirâtre, tel une « écharpe », contourne toute la tête, de la nuque jusqu'au-dessous du bec. La poitrine et le ventre sont jaunes, ce dernier étant marqué d'une zone médiane blanche autour d'une tache bleuâtre à noire qui se prolonge parfois en une très fine raie longitudinale. Son dos et son croupion sont d’une douce couleur vert-jaune amande. Le bec de 8–9 mm de longueur est noir et a une pointe brunâtre, les pattes ont une couleur bleu ardoisé foncé et sont munies de griffes grises. L'iris de l'œil est brun foncé.
Au niveau du plumage, les sus-caudales sont bleues. Les rectrices médianes de la queue échancrée sont bleu vif, les autres sont plus grises, tandis que les rectrices externes sont liserées de blanc à l'extérieur. Le dessus des ailes porte une barre alaire blanche. Les rémiges sont brun noir et plus ou moins marquées de bleu au vexille externe, et liserées de blanc à l'interne.
La coloration blanche et bleue du plumage est une couleur structurelle, la coloration jaune une couleur pigmentaire due aux caroténoïdes, pigments organiques apportés par l'alimentation et qui induisent des colorations du jaune au rouge chez les oiseaux. Les caroténoïdes sont des précurseurs de la vitamine A qui joue un rôle important dans les défenses immunitaires. Chez la mésange, il existe ainsi un compromis dans l'allocation des ressources des caroténoïdes entre la réponse immunitaire et l'intensité de la coloration, ce qui a une incidence sur le choix du comportement reproducteur.
Les jeunes sont plus pâles et ternes, avec la calotte gris vert-foncé. Le dichromatisme sexuel entre oisillon mâle et femelle est déjà marqué dans le nid. Les sexes sont presque indiscernables dans la nature, la femelle étant seulement un peu plus terne que le mâle avec le vexille interne des rémiges secondaires teinté de vert, le bleu plus mat. Elle a également un collier auriculaire plus étroit. Le dimorphisme sexuel se révèle cependant plus élevé sous lumière ultraviolette, le système visuel aviaire percevant davantage cette longueur d'onde que le système visuel humain.
La Mésange bleue a une envergure comprise entre 12 et 14 cm et sa queue mesure de 44 à 57 mm de longueur.

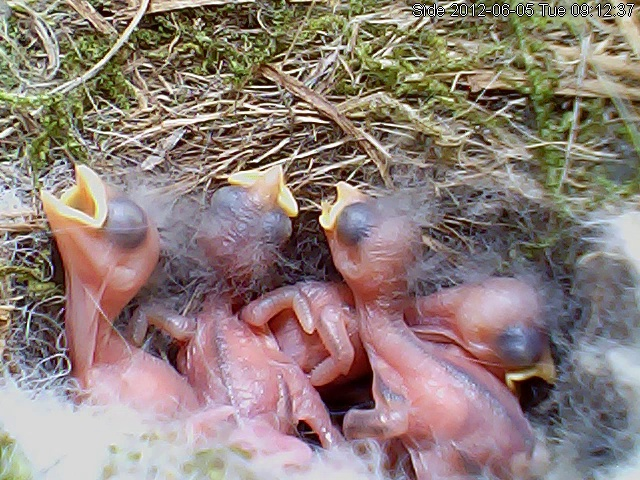
Les oisillons nidicoles naissent aveugles et nus.
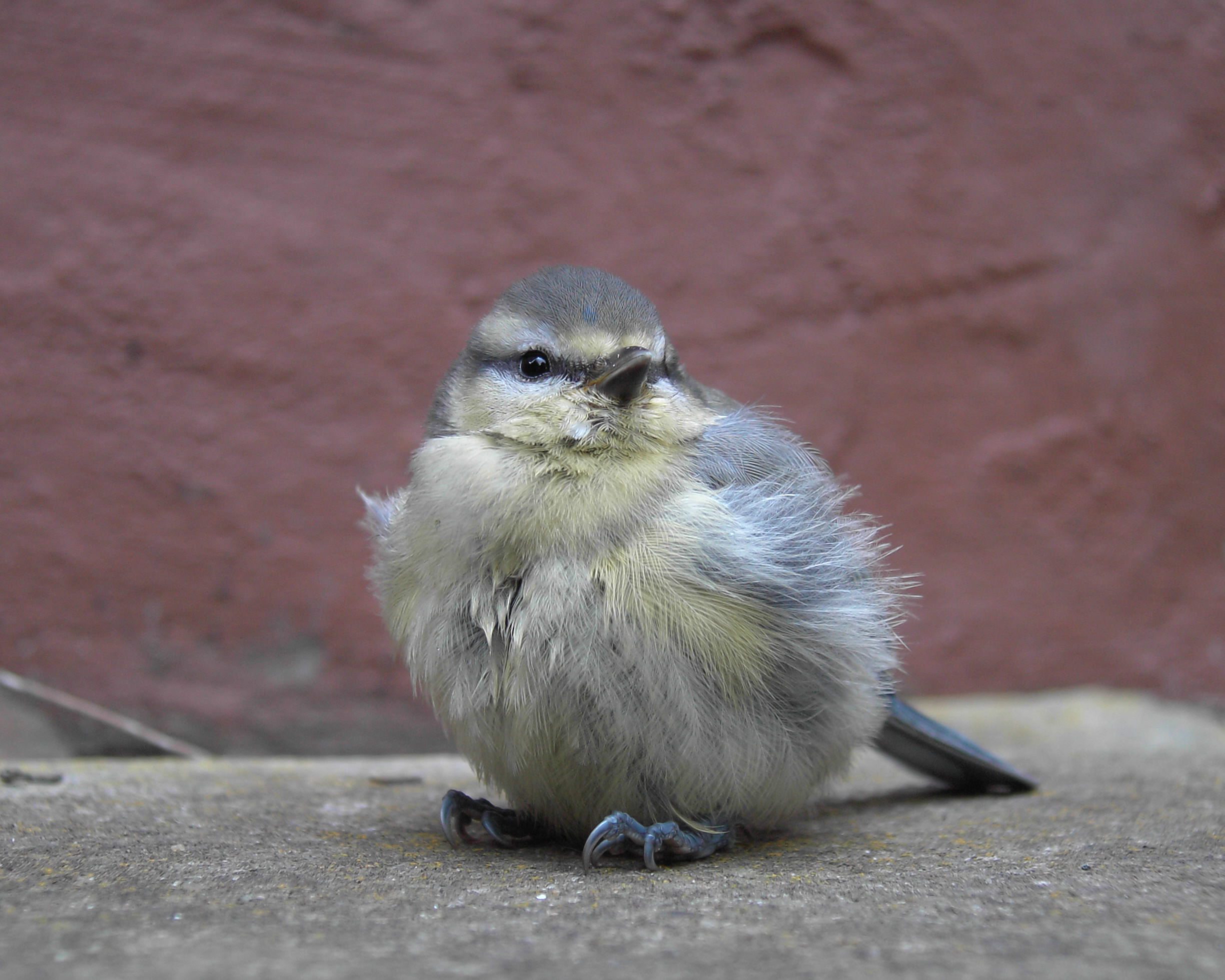
Oisillon avant son plumage juvénile.
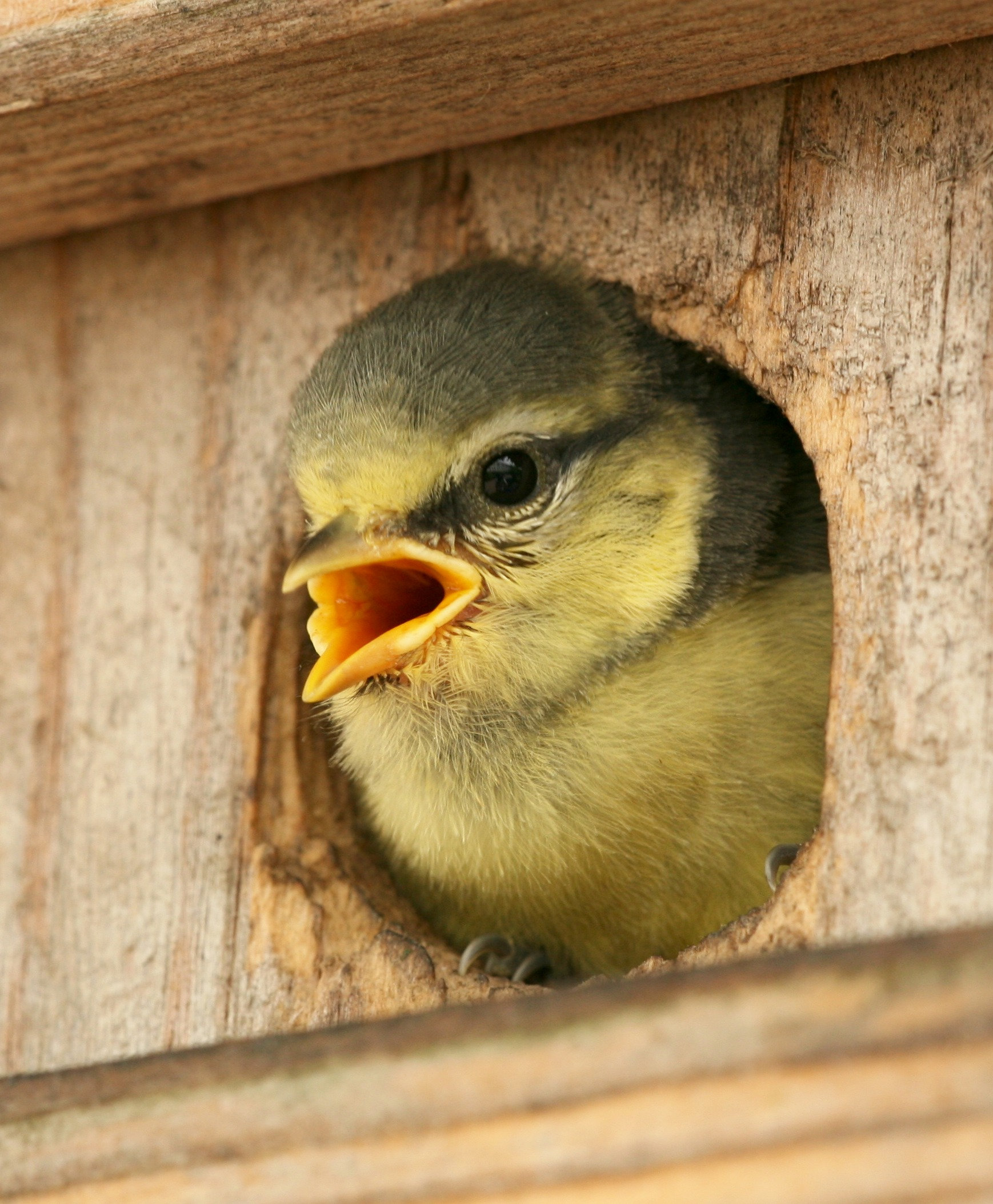
Juvénile au nichoir.
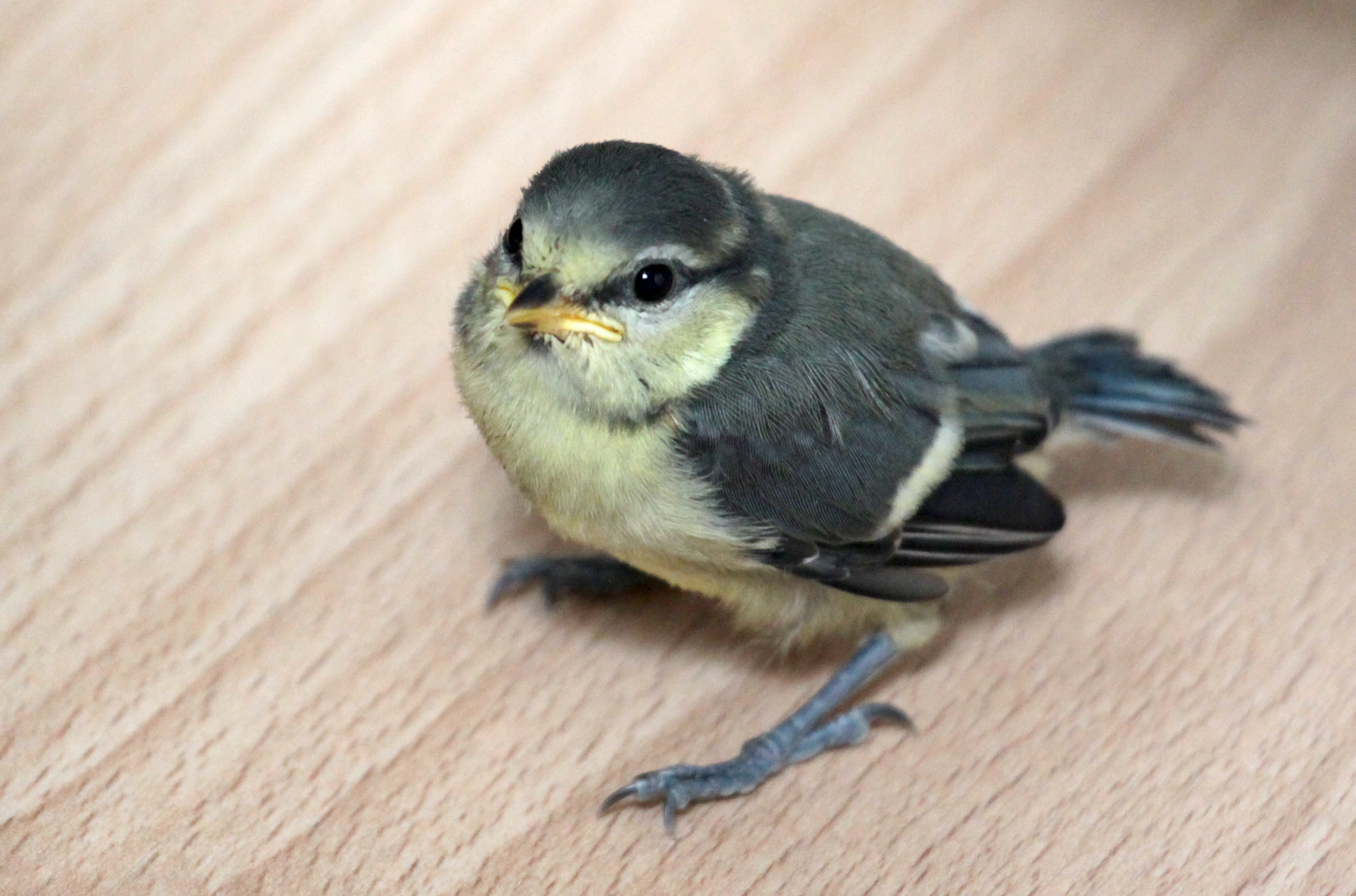
Juvénile avec plumage, le jour de son envol du nid.
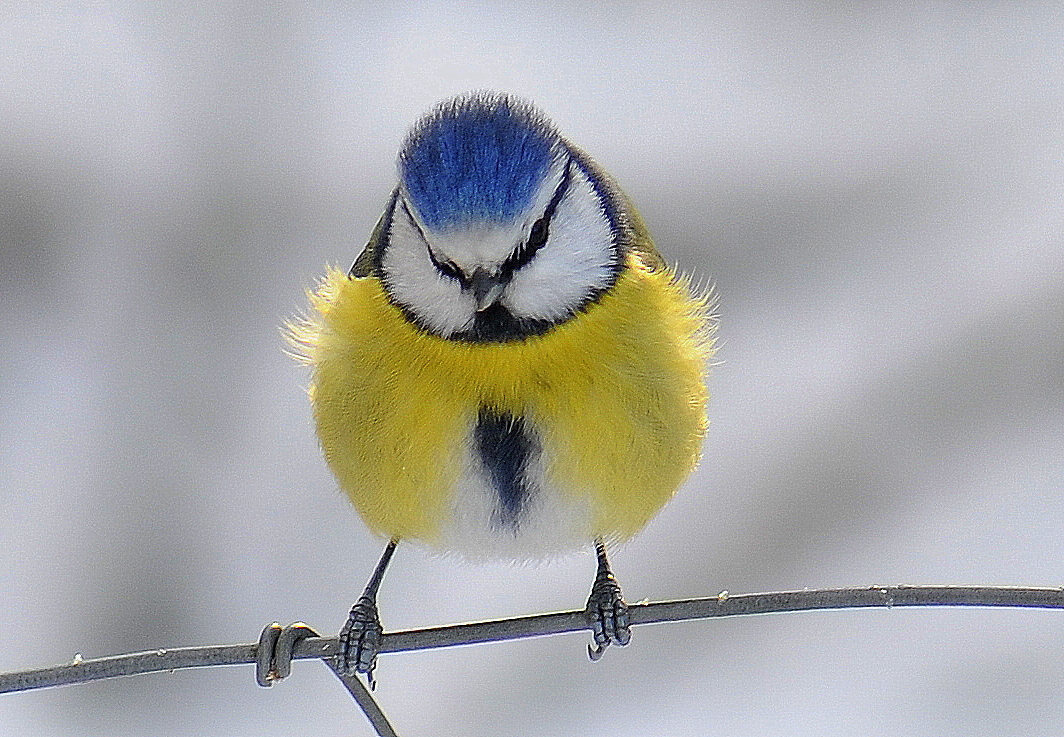
Adulte vu de face, montrant sa bande ventrale sombre.
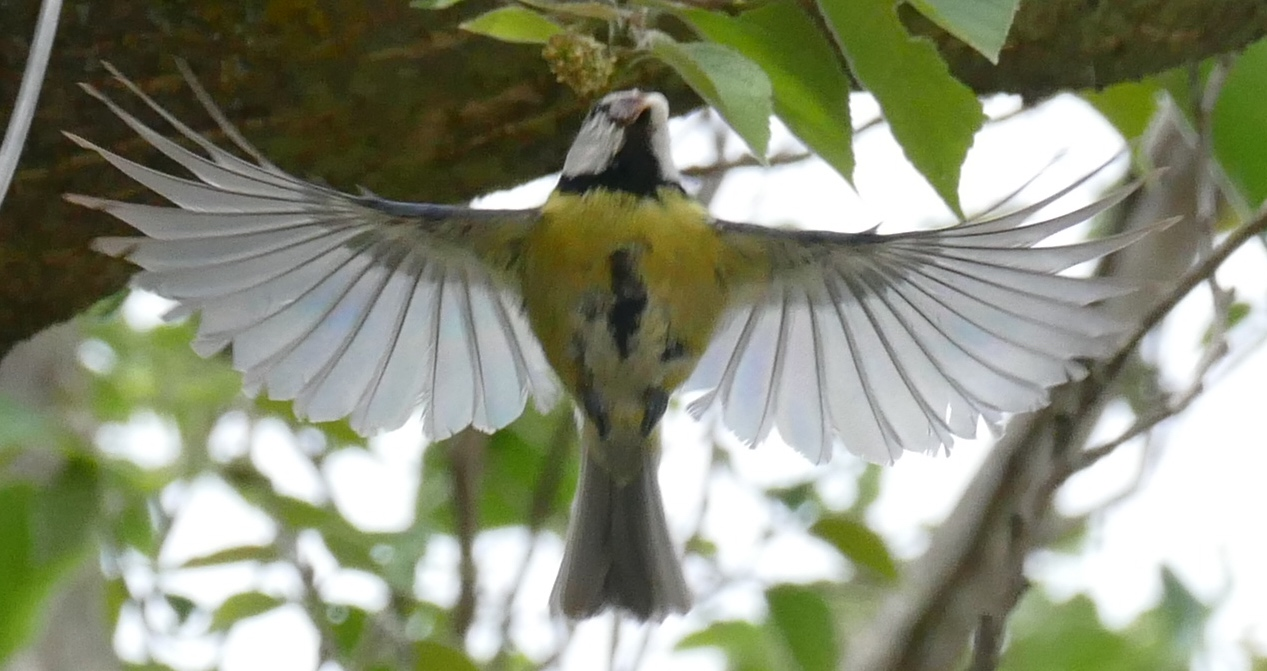
Adulte en vol, au départ du nid, avec les sacs fécaux des petits dans le bec.

## Écologie et comportement

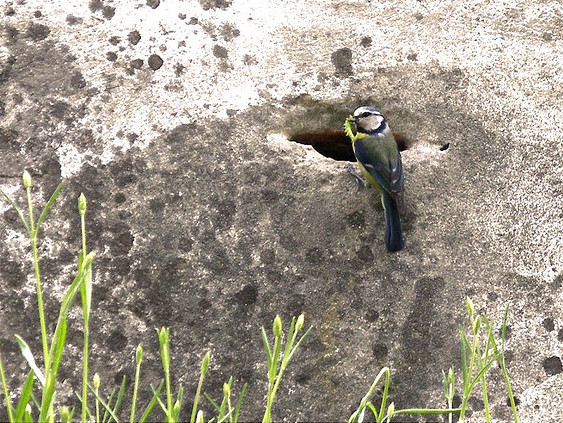
Cavernicole, la Mésange bleue résiste bien aux hivers rudes.

L'espèce est familière, sociable et grégaire. L'adulte toujours très actif est sédentaire : il reste généralement toute l'année dans son environnement et ne change pas d'endroit comme le feraient, par exemple, une hirondelle ou une cigogne. La Mésange bleue vivant dans les montagnes ou venant d'Europe centrale est plus nomade, le nombre d'individus et les limites de leur distribution variant selon les saisons. Les individus subordonnés sont des migrateurs partiels, alors que les individus dominants sont plus volontiers sédentaires.
Il existe plusieurs hypothèses d'explication de cette variation intraspécifique de comportement migratoire partiel corrélée au statut de l'individu dans la dominance et à son sexe : le bénéfice sélectif qui conduirait les mâles dominants à rester sédentaires pourrait être lié à leur meilleure résistance au froid (mortalité hivernale plus basse), mais aussi à la probabilité plus élevée — en restant sur place — de réussir à établir leur territoire reproductif au printemps dans la compétition qui existe à ce sujet, et qui est plus vive chez les mâles que chez les femelles.
Selon les saisons, le comportement des mésanges bleues diffère : au printemps, on les rencontre par paires (couples sur leur site de nidification) qui manifestent un comportement territorial et social caractéristique de la période de reproduction, le succès reproducteur étant plus conditionné par la qualité de leur territoire que par la qualité parentale ; en été, par clan familial comprenant généralement un couple dominant, des jeunes de l'année et quelques adultes « célibataires » ; en automne et en hiver, par bandes nombreuses qui entreprennent des voyages plus ou moins étendus à la recherche de sites de nourriture dont la distribution spatiale influe sur leur comportement agonistique.
La Mésange bleue aime s'ébrouer dans les mares peu profondes afin de rafraîchir son plumage, ou pratiquer le bain de fourmis qui permet d'éliminer les nombreux parasites colonisant le plumage.

### Alimentation

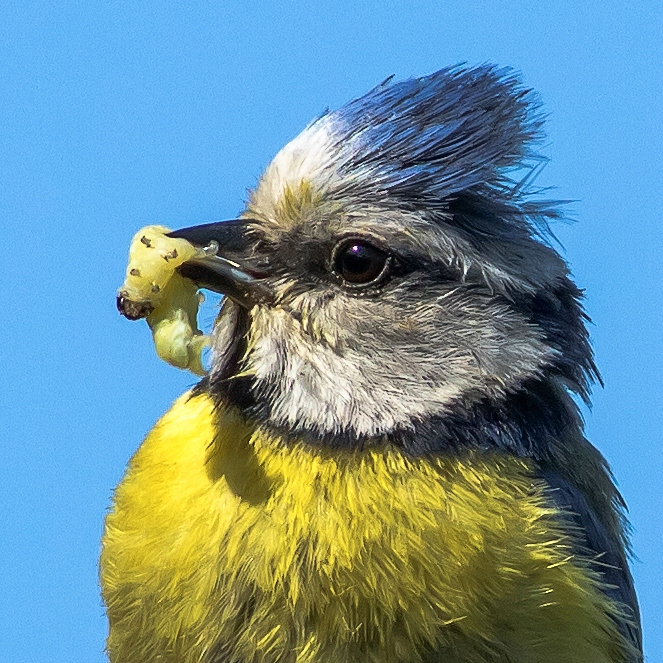
Mésange bleue tenant une chenille dans le bec.

En période de reproduction (printemps et été), la Mésange bleue a un régime alimentaire essentiellement insectivore : elle se nourrit majoritairement d'insectes, d'araignées et de larves vivant sur les arbres et arbustes hauts, principaux sites de nutrition de ces oiseaux. Ce sont les chenilles qui sont la principale source de caroténoïdes responsables de l'intensité de la couleur jaune vif du plumage ventral, mais cette intensité n'est pas corrélée au succès reproductif de la mésange. En dehors de la période de reproduction, son régime est majoritairement granivore (graines — préférentiellement d'aulnes et de bouleaux — complétées de baies, de bourgeons, de nectar, de pollen, voire de sève au printemps ou de noix et de suif l'hiver) et un peu insectivore (œufs d'insectes, araignées).
Elle sait faire preuve d'astuce en perçant la tige des roseaux secs pour dénicher les petits animaux qui y ont trouvé refuge.
La Mésange bleue est réputée pour chasser de manière acrobatique dans la végétation, souvent suspendue aux branches, tête en bas, avec agilité pour surprendre ses proies sous les feuilles et rameaux. Lorsqu'elle en a terminé avec une brindille, elle s'installe sur la suivante avec des mouvements de balancier caractéristiques.
C'est une visiteuse habituelle des mangeoires en hiver, se suspendant volontiers aux boules de suif. Il s'établit au niveau des mangeoires une hiérarchie de dominance : les troupes de plusieurs individus qui viennent aux mangeoires comprennent généralement un couple dominant, des jeunes de l'année et quelques adultes « célibataires ».
Alors que certains passereaux (principalement la Fauvette à tête noire et la Grive draine) participent à la dissémination du Gui, la Mésange bleue limite la prolifération de cette plante hémiparasite en absorbant les graines (processus d'ornithochorie et d'endozoochorie) laissées par ces oiseaux sur les arbres.

### Comportement social

#### Vocalisation
On dit que la mésange titine, zinzinule ou zinzibule.
« Plus musical que celui de la Mésange charbonnière », son chant « commence par un tsi-tsi-tsih tinté et aéré et culmine dans un trille doux et métallique ». Lors de la parade, les mâles émettent habituellement un « si-si-su ou un si-si-sé-du aigu ». En cas d'alarme, la Mésange bleue émet un « tserrretetetet tremblotant », cri strident qui avertit ses proches ou cherche à intimider ses adversaires, comme la Mésange charbonnière.

#### Sociabilité
La Mésange bleue, comme la mésange charbonnière, n'est territoriale qu'au moment de la reproduction. En dehors de cette période, elle devient plus sociable et plus erratique, s'associant aux autres mésanges en petits groupes plurifamiliaux. Les groupes hivernaux sont constitués de petits noyaux d’oiseaux résidents auxquels s’adjoignent sans cesse des individus nomades erratiques. La Mésange bleue est monogame mais une bigamie simultanée paraît régulière au moins dans les habitats optimaux : une étude sur la polygynie des mésanges conclut que ce mode de reproduction présent chez 3 à 10 % des mâles, est à leur avantage, les copulations extraconjugales augmentant leur succès reproducteur sans qu'ils aient besoin d'intervenir dans l'élevage des jeunes. Un cas de polyandrie est associé à l'avantage pour la femelle d'éliminer le risque que le partenaire soit stérile et que tout l'effort maternel investi le soit pour rien.
Elle se joint souvent aux rondes mixtes d’autres espèces (roitelet, grimpereau, mésange charbonnière et mésange à longue queue, la Mésange bleue jouant souvent avec cette dernière le rôle de « leader » et d'initiateur des déplacements).

### Reproduction

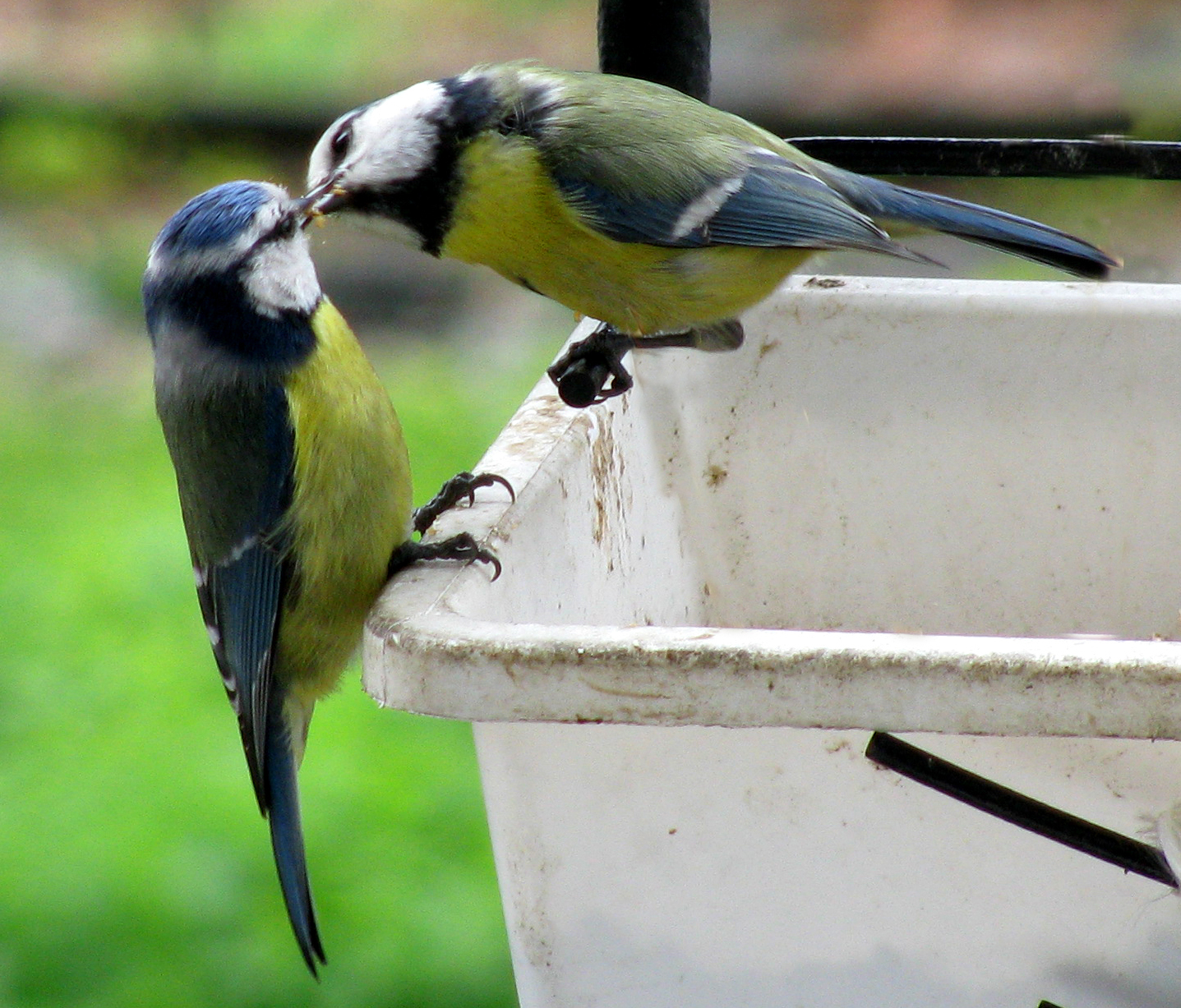
L'offrande nuptiale se répète et devient très fréquente pendant la ponte et la couvaison.

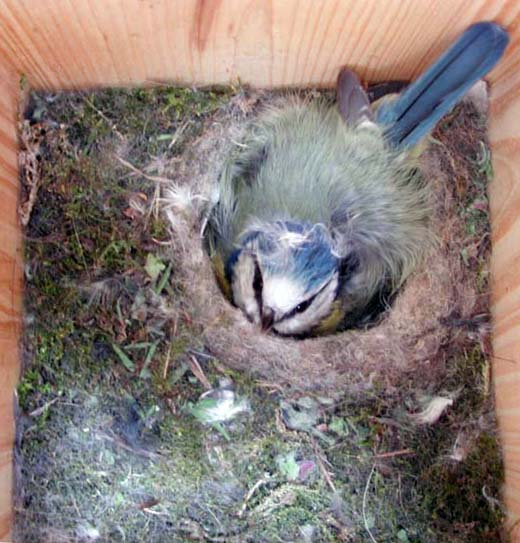
Femelle observée en position de couvaison.

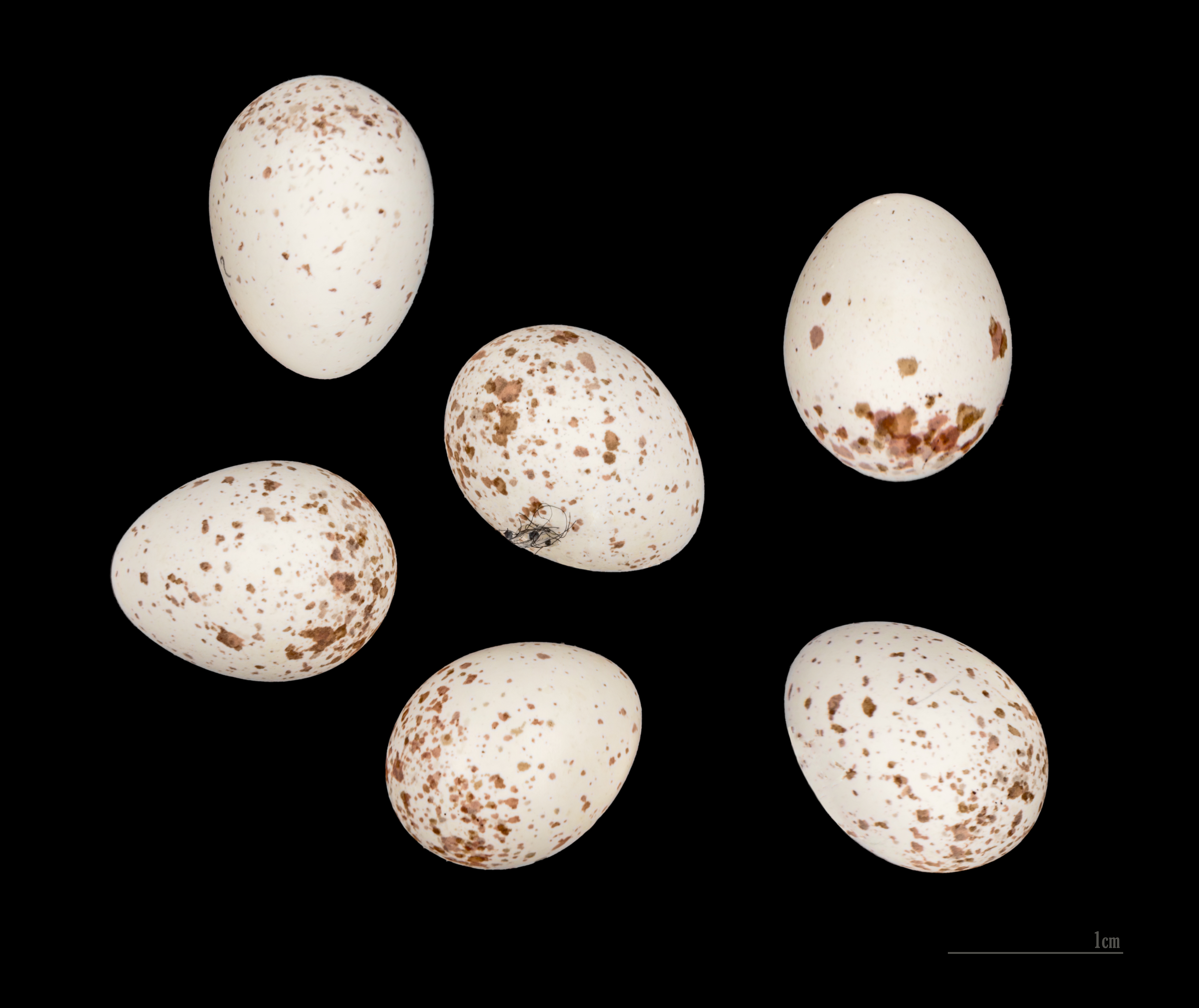
Œufs de Cyanistes caeruleus, Muséum de Toulouse.

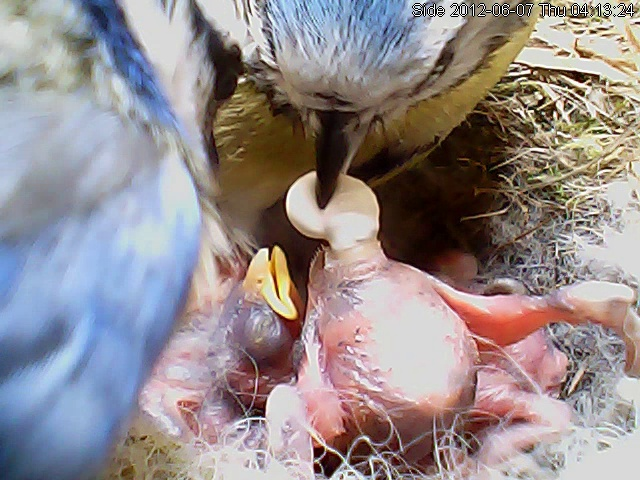
Un adulte récupérant le sac fécal d'un oisillon (juste éclos, encore nu et aveugle) afin d'assurer la propreté du nid.

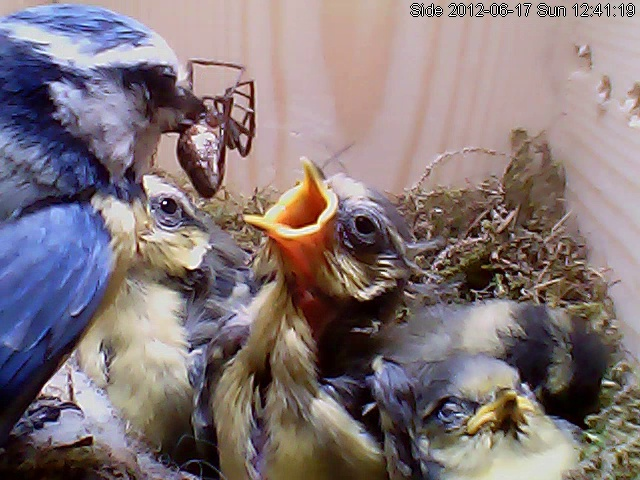
Couvée d'oisillons nourris à la becquée.

#### Cycle de reproduction

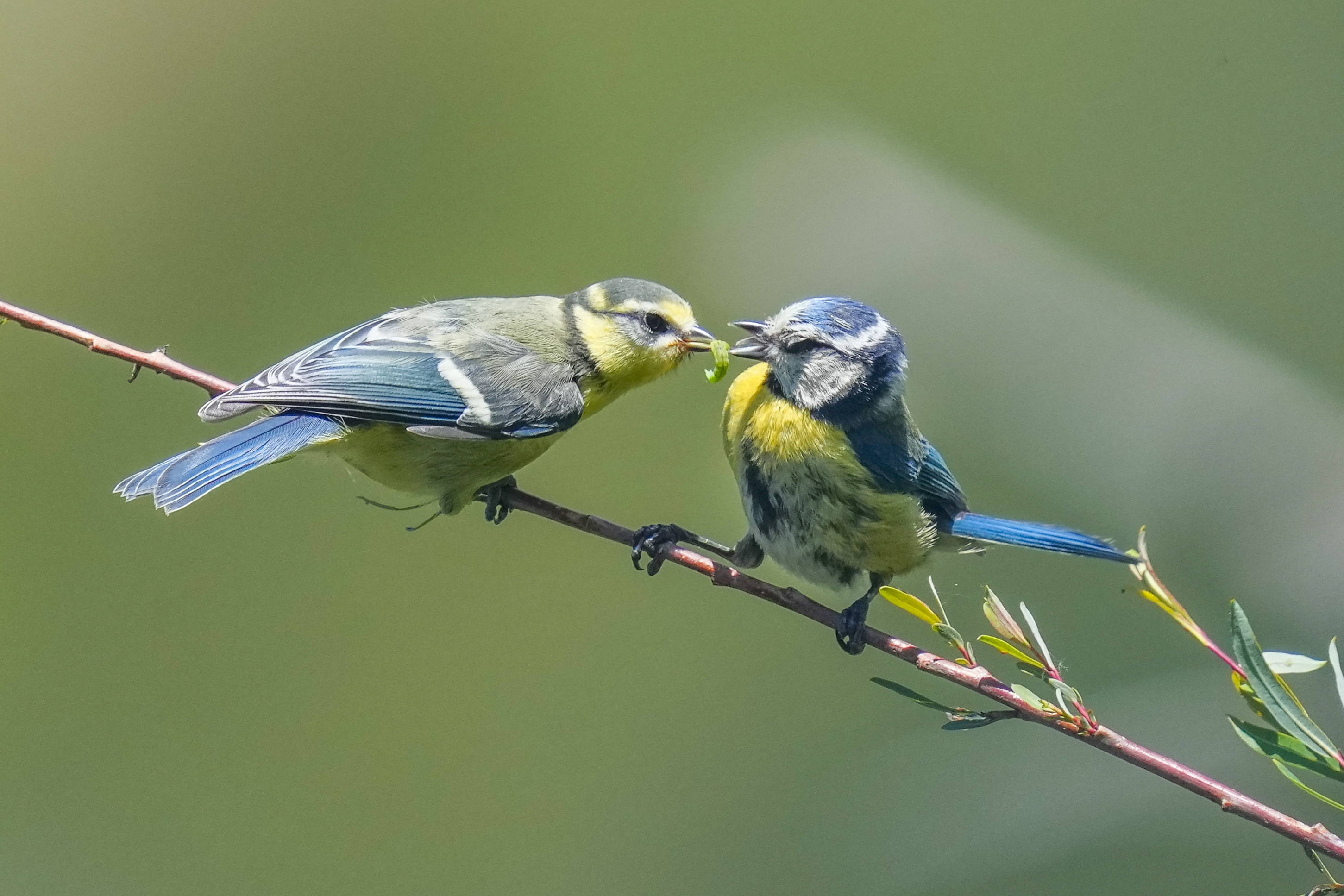
Une mésange bleue nourrissant son petit vers Aletschwald en Suisse. Juin 2022.

En automne et en hiver, la Mésange bleue anime les rondes d'une dizaine d'oiseaux qui parcourent les branchages en quête de nourriture, et dort dans des cavités naturelles ou artificielles, que chaque individu occupe généralement seul et qui peut varier chaque soir. Dès la saison automnale, elle inspecte d'autres cavités, sites de nidification potentiels. Espèce généralement monogame (monogamie sociale et non monogamie sexuelle, les taux de paternité hors-couple s'élevant de 11 à 14 % des poussins dans 31 à 47 % des nids), mâle et femelle se retrouvent après la rupture de l'été. À la fin de l'hiver, les inspections de cavités se font plus fréquentes, car les derniers couples achèvent de se former ou resserrent leur union.
La saison de reproduction d'avril à juin débute par les comportements sexuels de parade et d'offrande nuptiale du mâle. La réflectance dans les ultraviolets informant sur la qualité phénotypique, les femelles les plus colorées sélectionnent préférentiellement pour s'accoupler les mâles qui ont des bleus électriques (phénomène d'homogamie positive). Le vol de pariade du mâle ressemble à celui d'un papillon.

#### Nidification et couvaison
Cavernicole et donc plus à l'abri de la prédation, la Mésange bleue niche de préférence dans un trou d’arbre de vieux feuillu, voire dans un trou de mur ou dans tout objet humain pourvu d'orifices étroits (vieille voiture, gouttière, fissure dans une charpente, boîte aux lettres abandonnée, nichoir). Il lui suffit d'un trou de vingt-six millimètres de diamètre pour accéder à une cavité.
Elle entrelace fibres d'écorce, crins, mousses et brindilles de son nid avec de la lavande, de la menthe, des immortelles, et une demi-douzaine d'autres herbes odorantes, plantes connues pour contenir des composés terpéniques tels le camphre ou l'eucalyptol, et qui possèdent des qualités antiseptiques, insecticides ou fongicides. Malgré cette action, les nids hébergent très souvent des ectoparasites, les puces de l'espèce Ceratophyllus gallinae (en) qui se nourrissent du sang des oiseaux, ce qui peut avoir un effet négatif sur le succès reproductif des mésanges. Pour repérer ces herbes très spéciales, les mésanges sont donc capables de se servir de leur odorat, ce dont la communauté scientifique doutait pour de si petits oiseaux, en raison de la taille très réduite de leur bulbe olfactif.
Une expérience sur la collecte et le dépôt d'herbes aromatiques dans les nids a montré que les mésanges savent repérer les odeurs. Jusqu'ici, les scientifiques pensaient que seuls les gros volatiles, comme les pétrels, les pigeons, ou les oiseaux charognards, disposaient de bulbes olfactifs assez développés pour utiliser leur odorat, en plus de la vue ou de l'ouïe,. Cette aptitude olfactive prouverait que les capacités des mésanges, et probablement d'autres petits oiseaux, sont beaucoup plus étendues que la communauté scientifique ne le pensait, les mésanges aussi bien mâles que femelles mettant également à profit cette capacité lors de leurs stratégies de fourrageage en dehors du contexte reproductif. L'expérience a aussi mis en évidence le comportement de la mésange pour protéger son nid contre les parasites, à l'aide de plantes utilisées par l'homme dans le même but.
La femelle pond environ deux à quatre jours après l'accouplement. La date et la grandeur de la ponte reflètent un ajustement pour répondre aux différentes contraintes de son environnement : elles semblent conditionnées par le besoin maximal en nourriture (abondance de chenilles) pour les besoins du poussin dix jours après l'éclosion.
La Mésange bleue réalise une couvée de 7 à 16 œufs par an (d'avril à mai), parfois une deuxième en juin-juillet, la ponte durant autant de jours qu'il y a d'œufs pondus. La taille de la ponte varie selon l’altitude, la qualité de l’habitat ou le volume de la cavité. La couvaison (incubation des œufs), qui dure de 12 à 14 jours, est assurée par la femelle seule. Les œufs d'un ovale plus ou moins allongé, sont blancs ou d'un blanc légèrement jaunâtre, avec des petites taches rousses assez éparses et souvent plus denses vers le gros bout. Les fréquences de nourrissage des poussins sont assez élevées pour une telle progéniture : le poids de la ponte étant proche du poids de la femelle, le nourrissage impose aux parents jusqu'à quinze apports d'aliments par heure (chaque poussin recevant en moyenne cinquante becquées par jour pendant deux semaines), ce qui explique la reproduction printanière, au moment où la nourriture est la plus abondante. Les études physiologiques de l'ornithologue Eugene Odum montrent que les parents sont à la limite de la résistance physique en fin d'élevage, un couple devant chasser de 6 000 à 9 000 chenilles par nichée (soit près de 75 à 90 % de son alimentation à cette époque).
La femelle commence l'incubation à la ponte du dernier œuf ou dès la ponte du premier. Ce dernier cas entraîne une absence de synchronisation dans les éclosions et la présence simultanée dans le nid d'oisillons de tailles différentes.
La femelle est capable de modifier le sex-ratio de sa progéniture. Si elle s'accouple avec un mâle plus attirant qu'elle repère grâce aux rayons UV émis par sa calotte bleue, les oisillons sont à 70 % mâles, mais s’il est moins séduisant, ils sont à 70 % femelles.
Les femelles nourrissent moins fréquemment les jeunes quand les mâles sont pâles. Inversement, les mâles s'accouplant avec les femelles les plus colorées montrent un investissement parental plus important. Le succès de l'investissement a donc un coût car chacun est entièrement dépendant de la qualité de l'autre et la femelle, immobilisée pendant la couvaison, doit compter sur la loyauté du mâle pour l'aider à l'élevage.
Les oisillons nidicoles séjournent 18 jours au nid, période très sensible car ils sont dépendants de conditions climatiques défavorables et des risques de prédation. Lors de leur première sortie, ils restent près du nid puis suivent leurs parents, apprenant graduellement à se déplacer de branche en branche par petits bonds d'abord, par de courtes envolées ensuite, pour acquérir ainsi la maîtrise du vol. Ils s'émancipent environ quatre semaines après la sortie du nid et atteignent leur maturité sexuelle avant l'âge d'un an. Ils sont alors devenus suffisamment indépendants pour avoir quitté leurs parents et trouvé un lieu pour se reproduire, phase appelée par les éthologues la dispersion natale ou dispersion de naissance.

### Hivernage
Alors que quelques Mésanges bleues migrent vers le sud, la plupart hivernent dans les cavités disponibles, dans les environs de leur territoire de nidification et fréquentent à cette époque les mangeoires pour compléter leur nourriture. La compétition intra et interspécifique y est parfois vive, la mésange pouvant montrer son hostilité à l'intrus, les ailes pendantes et le bec entr'ouvert en signe de menace.

### Longévité
Cette espèce peut atteindre une dizaine d'années, mais l'espérance de vie en milieu naturel n'excède pas souvent quelques années (1 à 3 ans), le taux annuel moyen de mortalité étant fort en raison de son extrême vulnérabilité face à son environnement. Cette espèce est particulièrement sensible aux conditions hivernales, ce qui peut entraîner des fluctuations importantes de son effectif d'une année sur l'autre. L'analyse des données de baguage obtenue en Grande-Bretagne donne comme estimation un taux de survie (en) de 38 % chez les juvéniles au cours de leur première année et un taux annuel de survie de 53 % chez les adultes. Elle est par exemple particulièrement sensible à la bactérie Suttonella ornithocola qui provoque régulièrement des épidémies de pneumonie au début du printemps.

### Prédateurs et parasites

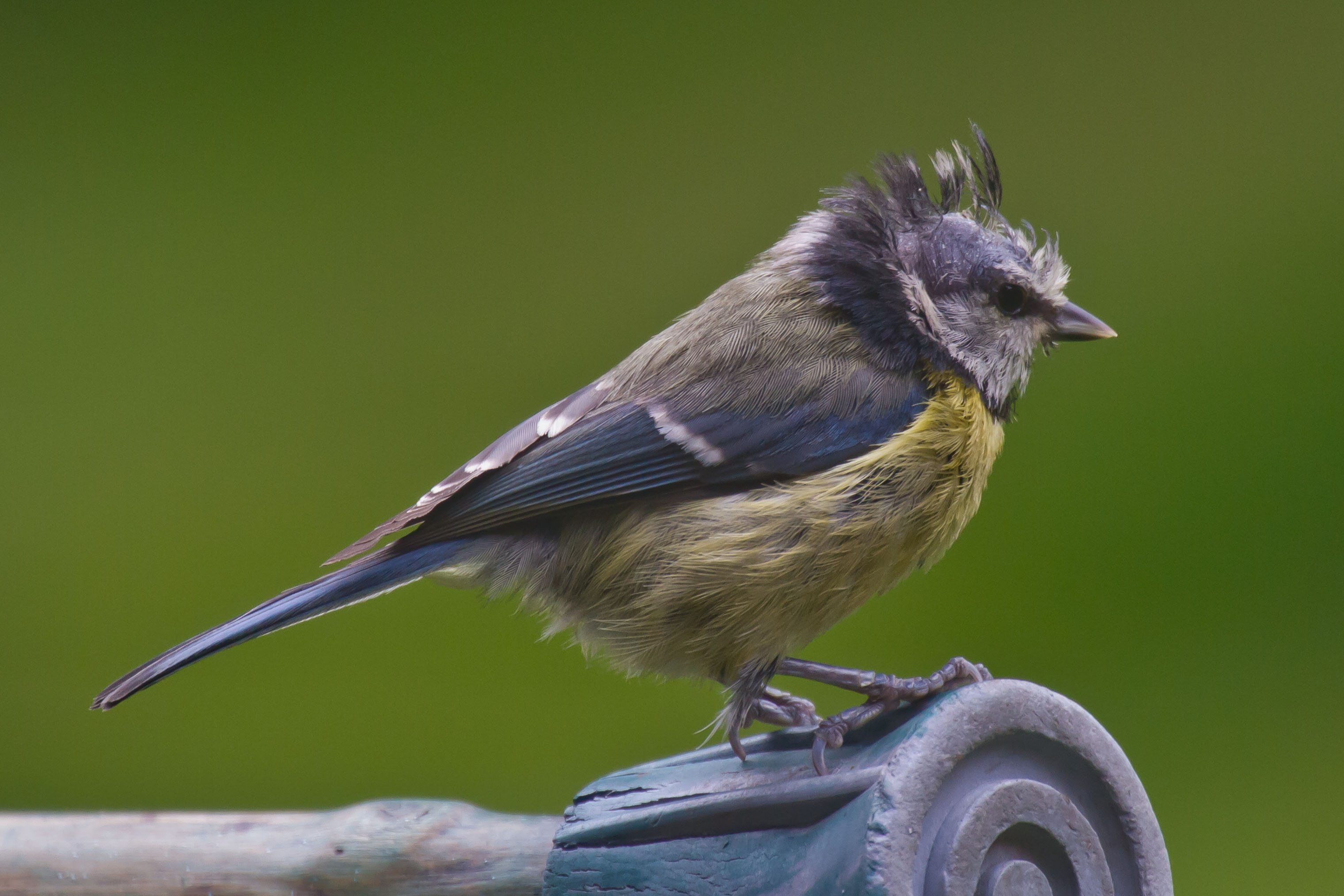
Mésange parasitée par un acarien.

La Mésange bleue est capturée par des prédateurs aériens (espèces spécialisées comme les rapaces diurnes tels que les éperviers, ou les rapaces nocturnes tels que les chouettes et hiboux, ou opportunistes comme les Pics et les Corvidés). Les juvéniles sont généralement perchés à faible hauteur, en raison de leur mauvaise maîtrise du vol qui provoque des chutes à terre et des atterrissages sur les parties basses des perchoirs, ce qui les rend encore plus vulnérables que les adultes aux prédateurs terrestres opportunistes (chats, mustélidés, serpents et même les gros rongeurs comme les surmulots),. Il arrive notamment qu'un Pic épeiche (Dendrocopos major) « arrache de jeunes Oiseaux de leur nid pour les manger ».
Les individus abritent de nombreux parasites. L'infection des hôtes par des tiques hématophages ou par des parasites du sang comme le genre Haemoproteus ou Plasmodium, peut induire une prise de poids et la stimulation de leur système immunitaire. L'investissement en énergie dans cette défense contre les parasites sanguins présente, selon le principe de l'allocation des ressources, un coût pour l'hôte en termes de reproduction (en).

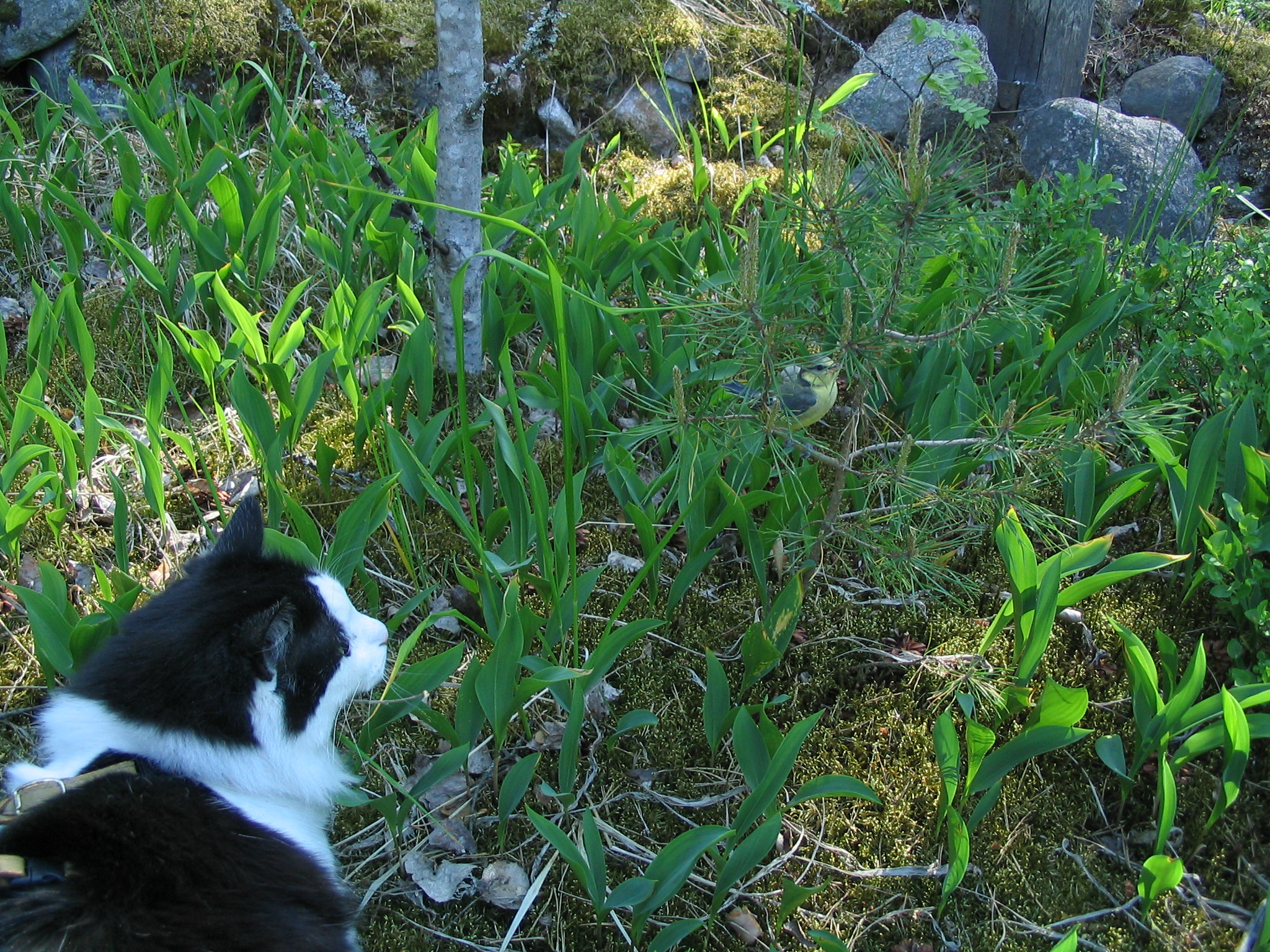
Le chat, même nourri par son « maître », n'en chasse pas moins par instinct et reste un redoutable prédateur des mésanges.
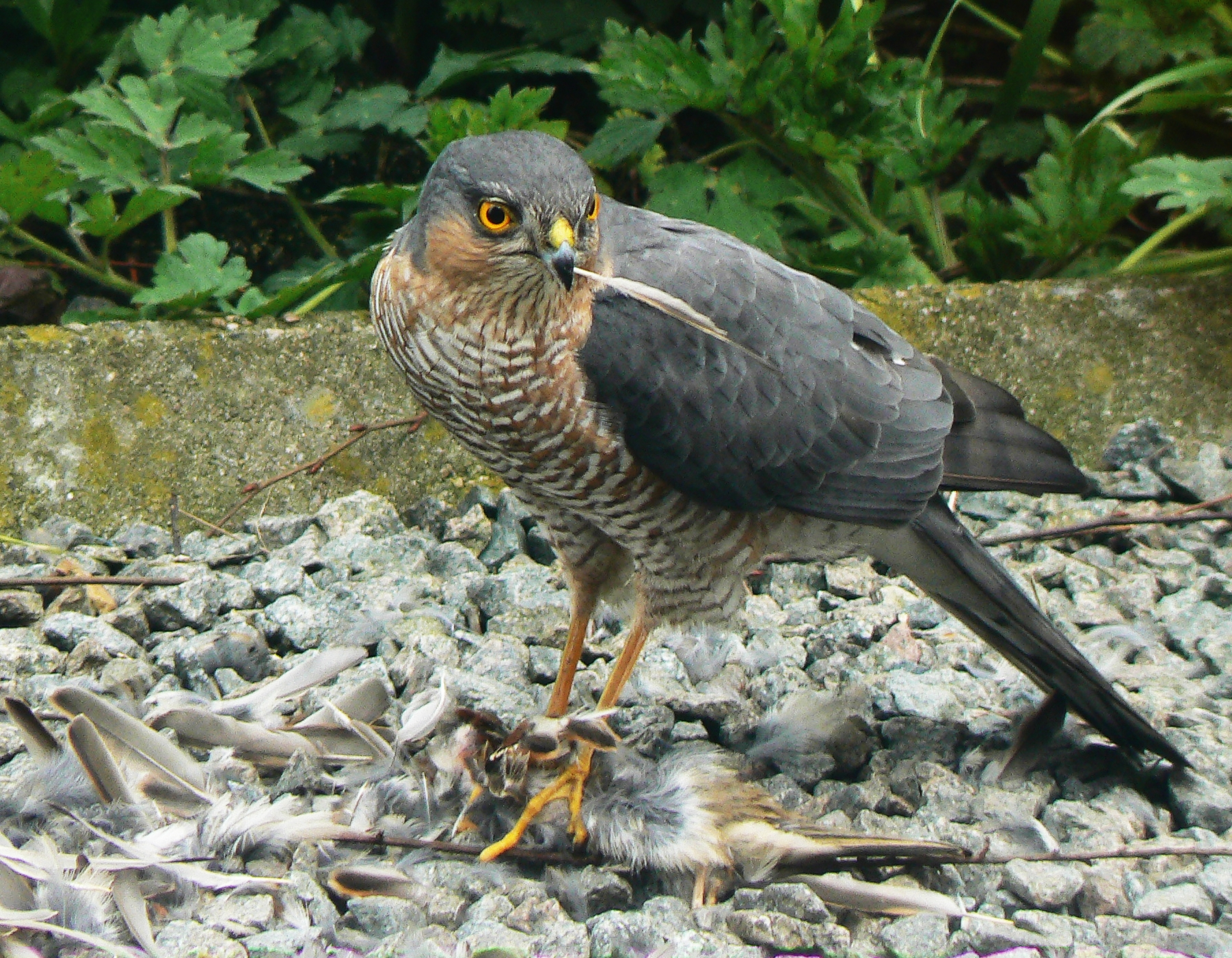
Les mâles de l'Épervier d'Europe sont un des principaux ennemis des mésanges.

## Répartition et habitat
Cette espèce de l'écozone paléarctique Ouest est présente dans toute l'Europe à l'exception du nord de la Scandinavie. Elle vit jusqu'à 3 500 mètres d'altitude en montagne (dans le Caucase). C'est une espèce ubiquiste, c'est-à-dire qu'elle se plaît sous tous les climats.
Elle est sédentaire ou migratrice et occupe une grande variété d'habitats : forêts de feuillus à basse altitude (tout particulièrement celles composées de chênes), boisements mixtes de feuillus et de conifères, terres agricoles, berges de cours d'eau, haies, parcs et jardins, y compris ceux des centres urbains, si elle y trouve des cavités de nidification. Elle est rare dans les bois de conifères, étant désavantagée par la forme de son bec pour se nourrir parmi les aiguilles de résineux.
Elle peut s'hybrider avec la Mésange azurée (Cyanistes cyanus) sur les zones de sympatrie, c'est-à-dire à l'est de son aire de répartition.

## Systématique

### Dénomination
Son nom binominal taxinomique Cyanistes caeruleus vient du grec κύανος, kuanos (« éclat bleu, métallique »), et caeruleus (« bleu foncé »). Quant à son nom vernaculaire mésange, il est issu du francique meisinga (« mésange »), probablement dérivé de l'ancien haut allemand meisa ou maisa, adjectif qui signifie « menu ». Le nom anglais de la Mésange bleue, blue tit (« petite bleue ») fait également référence à cette petite taille et à la couleur bleue de son plumage. Son nom espagnol herrerrilo (« petit forgeron ») est une allusion aux notes métalliques de son chant rappelant le tintement du marteau sur l'enclume.
En 343 av. J.-C., Aristote, dans son ouvrage Histoire des animaux, classe cette mésange dans les Aegithalos (en latin aegithus) qui se traduit probablement par « petit oiseau », peut-être même par « mésange ». Le naturaliste Conrad Gessner décrit déjà scientifiquement cette espèce en 1555 dans son ouvrage de zoologie Historia animalium (en).
L'espèce à laquelle le naturaliste suédois Carl von Linné a donné son nom de Parus caeruleus, est décrite dans la dixième édition de son Systema naturae en 1758.

### Changement de nom scientifique

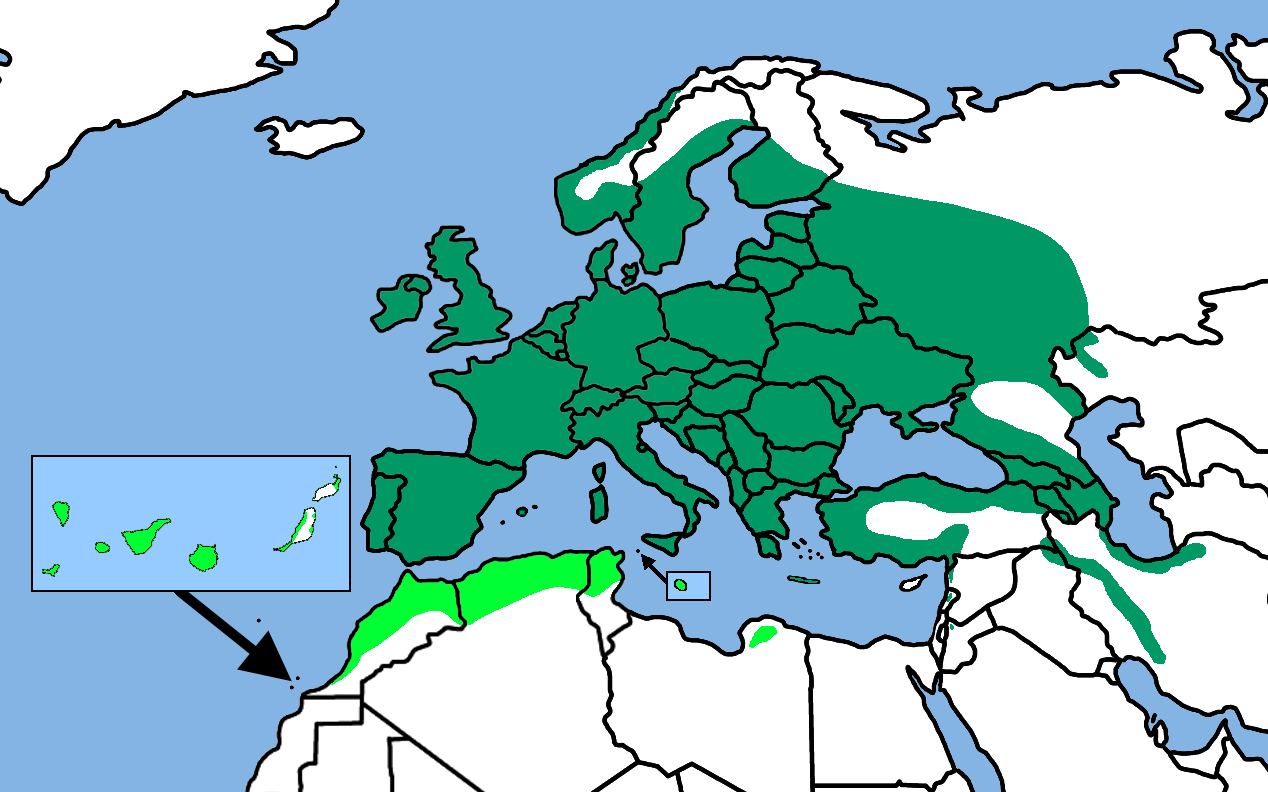
Carte montrant la répartition des deux espèces (depuis 2010).
Cyanistes caeruleus
Cyanistes teneriffae

Des analyses génétiques en 2002 proposent de considérer les populations de part et d'autre de la Méditerranée comme deux espèces à part entière : Parus caeruleus en Europe, et Parus teneriffae en Afrique du Nord, sur les îles Canaries et l'île de Pantelleria (au large de la Sicile).
À la suite d'études de systématique plus poussées en 2005, l'American Ornithological Society sous l'impulsion de l'ornithologue Frank Gill et la British Ornithologists' Union proposent de placer la Mésange bleue non plus dans un sous-genre mais un genre à part, Cyanistes. La Commission de l’Avifaune Française décide en 2009 de changer le nom scientifique de la Mésange bleue Parus caeruleus en Cyanistes caeruleus. Ce changement de nom est adopté dans la classification de référence du Congrès ornithologique international (version 2.4, 2010). De même, la Mésange nord-africaine (Parus teneriffae) est renommé en Cyanistes teneriffae.

### Sous-espèces
Cet oiseau est représenté par neuf sous-espèces :
- C. c. obscurus des îles Britanniques ;
- C. c. caeruleus du nord, du centre et de l'est de l'Europe jusqu'au nord et à l'ouest de l'Asie mineure ;
- C. c. balearicus de Majorque ;
- C. c. ogliastrae de la péninsule Ibérique, de Corse et de Sardaigne ;
- C. c. calamensis du sud de la Grèce, des Cyclades, de Crète et de Rhodes ;
- C. c. orientalis du sud-est de la Russie d'Europe ;
- C. c. satunini de Crimée, du Caucase, de l'est de la Turquie et du nord-ouest de l'Iran ;
- C. c. raddei du nord de l'Iran ;
- C. c. persicus du sud-ouest de l'Iran.

## La Mésange bleue et l'homme

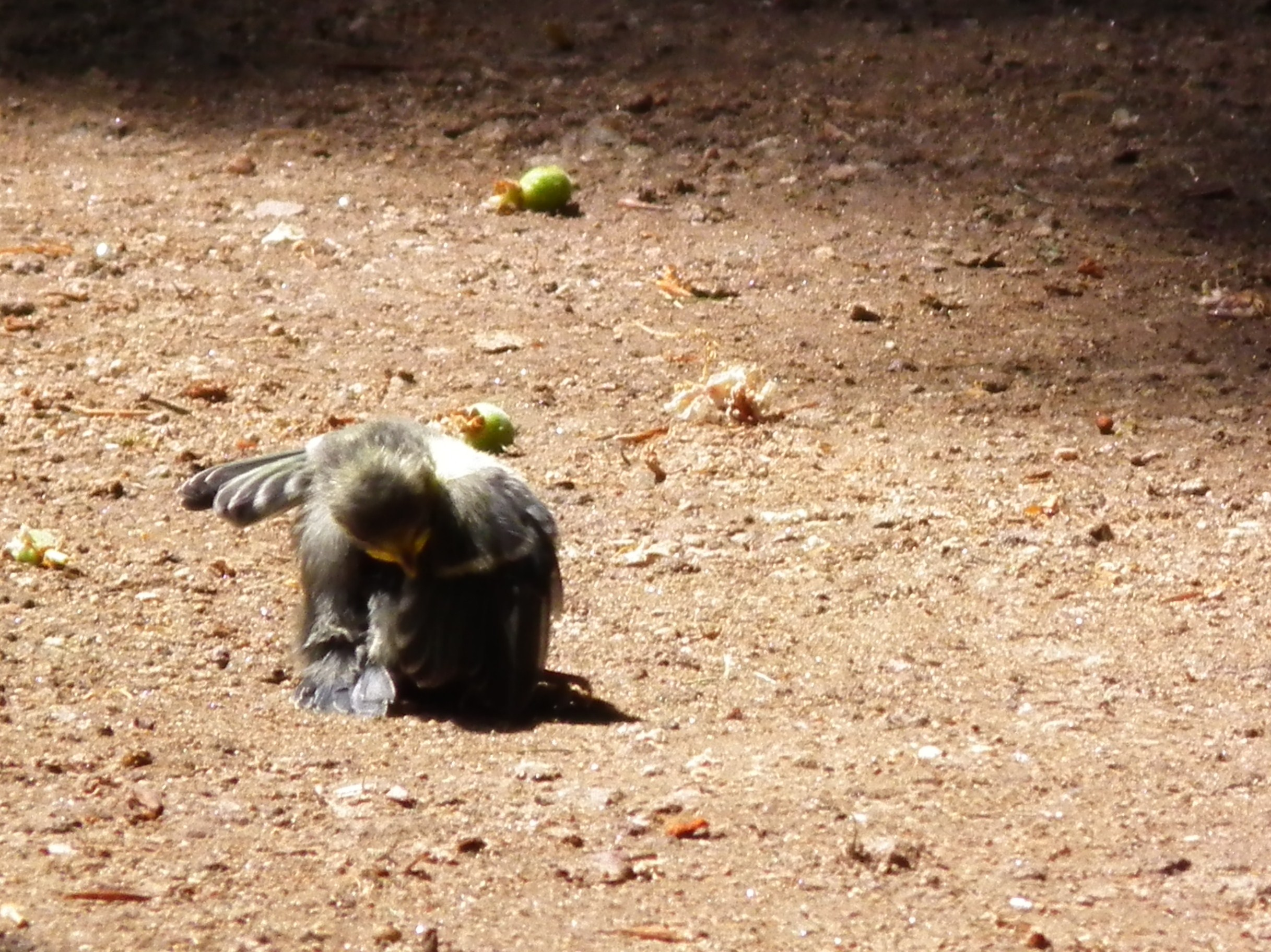
Observation d'un juvénile qui passe beaucoup de temps, comme tous les oiseaux, à entretenir son plumage (lissage des plumes, bain de poussière, bain d'eau).

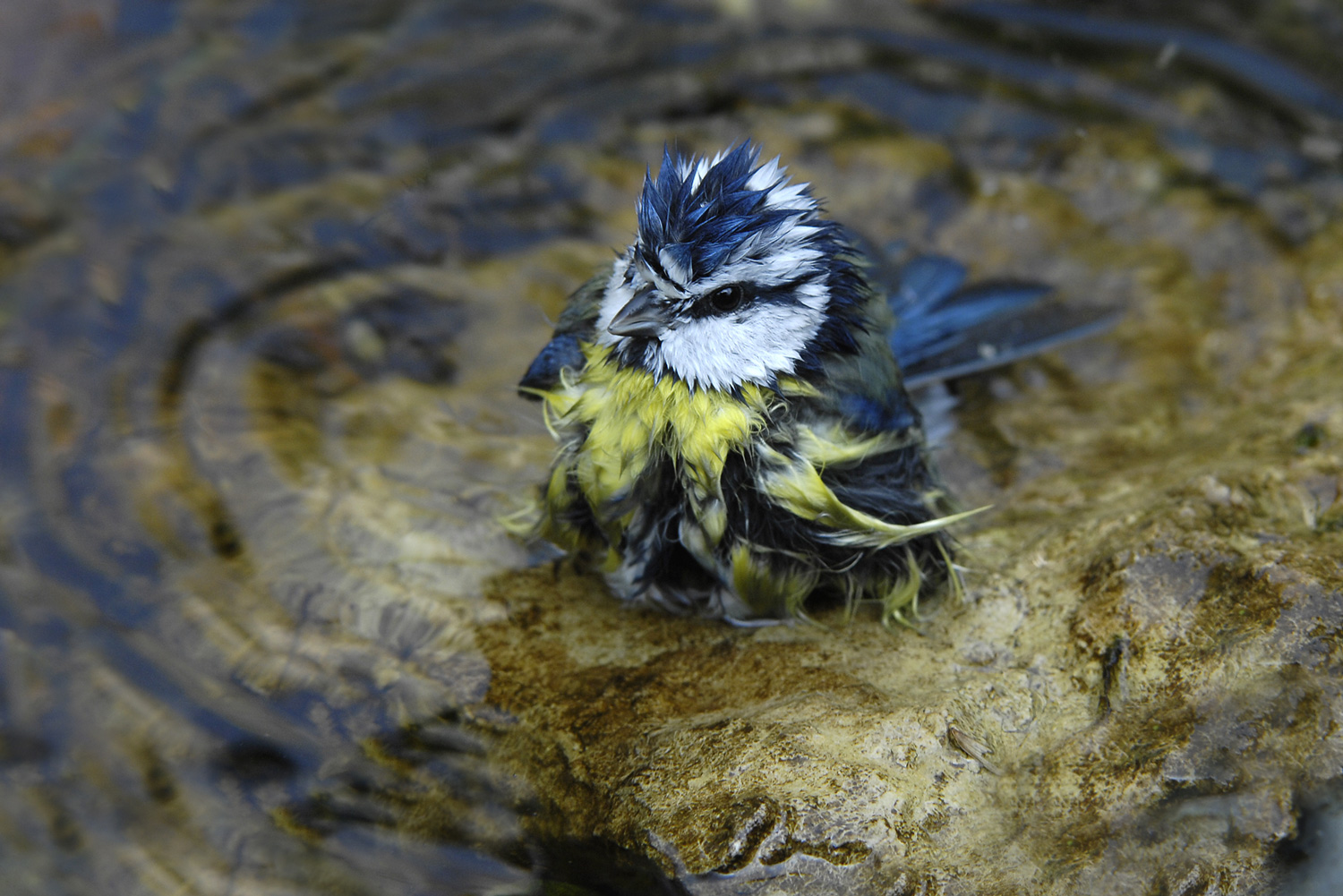
En se baignant, les oiseaux ne s'immergent pas complètement ; ceci pourrait détremper leurs plumes, ce qui les mettrait en danger face à un prédateur et au temps froid. Ils aspergent leur plumage en se secouant, en hérissant leurs plumes et en ébouriffant leurs ailes. En procédant ainsi, ils se mouillent superficiellement sans détremper complètement leur plumage.

La Mésange bleue fournit de nombreux services écosystémiques autres que la conservation de la biodiversité.

### Observation
Cette espèce fait preuve d'une certaine tendance anthropophile qui s'adapte le plus volontiers aux jardins des localités habitées rurales et urbaines, même des grandes villes, où sa curiosité la pousse à s'approcher près des maisons pour chercher sa nourriture, surtout en automne et en hiver. Elle devient rapidement familière avec une personne qui lui en offre via des mangeoires ou des tables de nourrissage,. Cette tendance, signe de son adaptation écologique, explique qu'elle peut désormais être observée sans difficulté toute l'année, même à proximité des habitations ou des boîtes aux lettres. Les mésanges anthropophiles adoptent facilement les nichoirs artificiels, ce qui permet l'étude précise de leur reproduction et en font un bon organisme modèle en écologie comportementale et en biologie des populations.
Leur familiarité tranche avec le comportement plus craintif de leurs collègues « ruraux ».

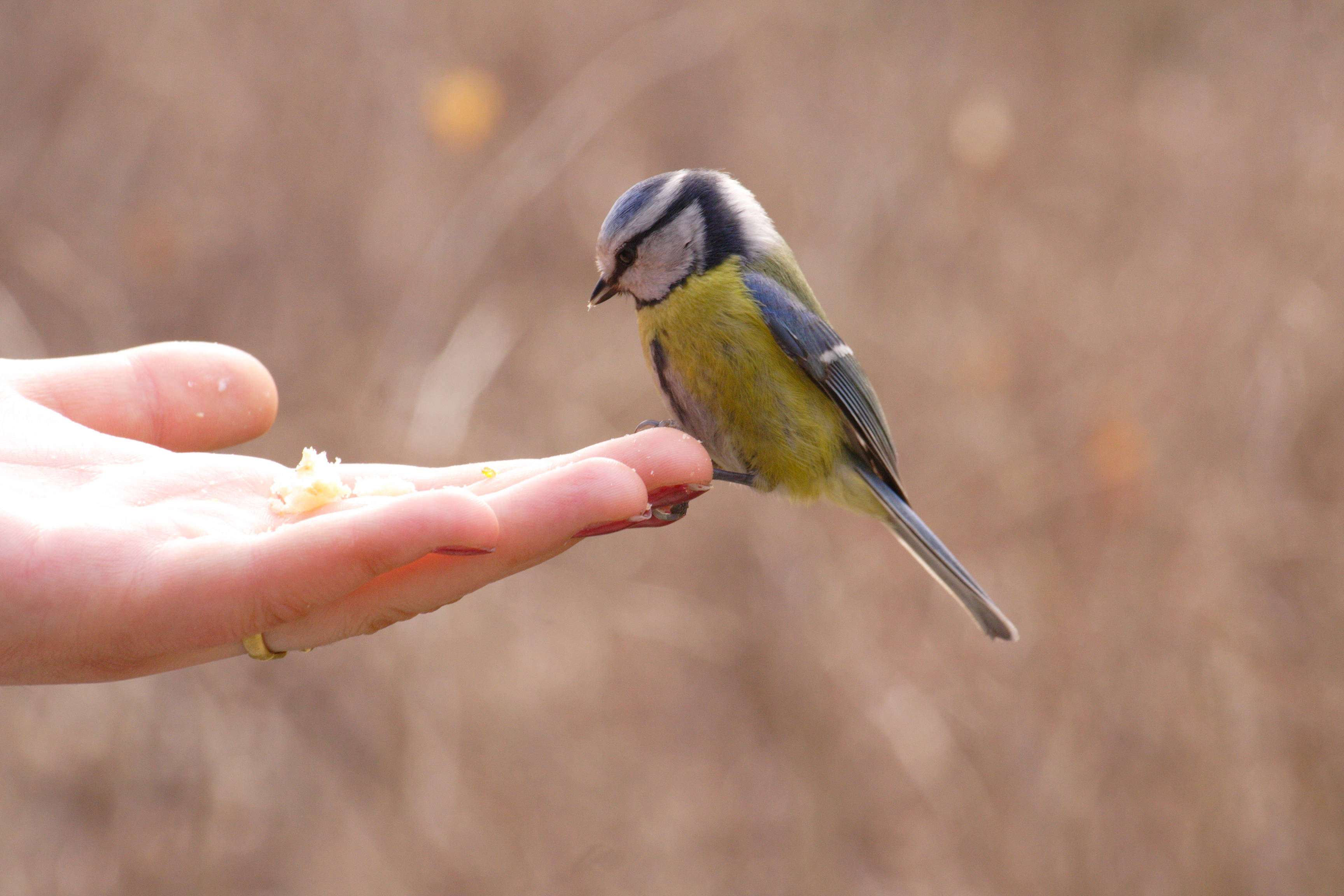
Espèce anthropophile, elle n'hésite pas à venir picorer jusque dans la main.
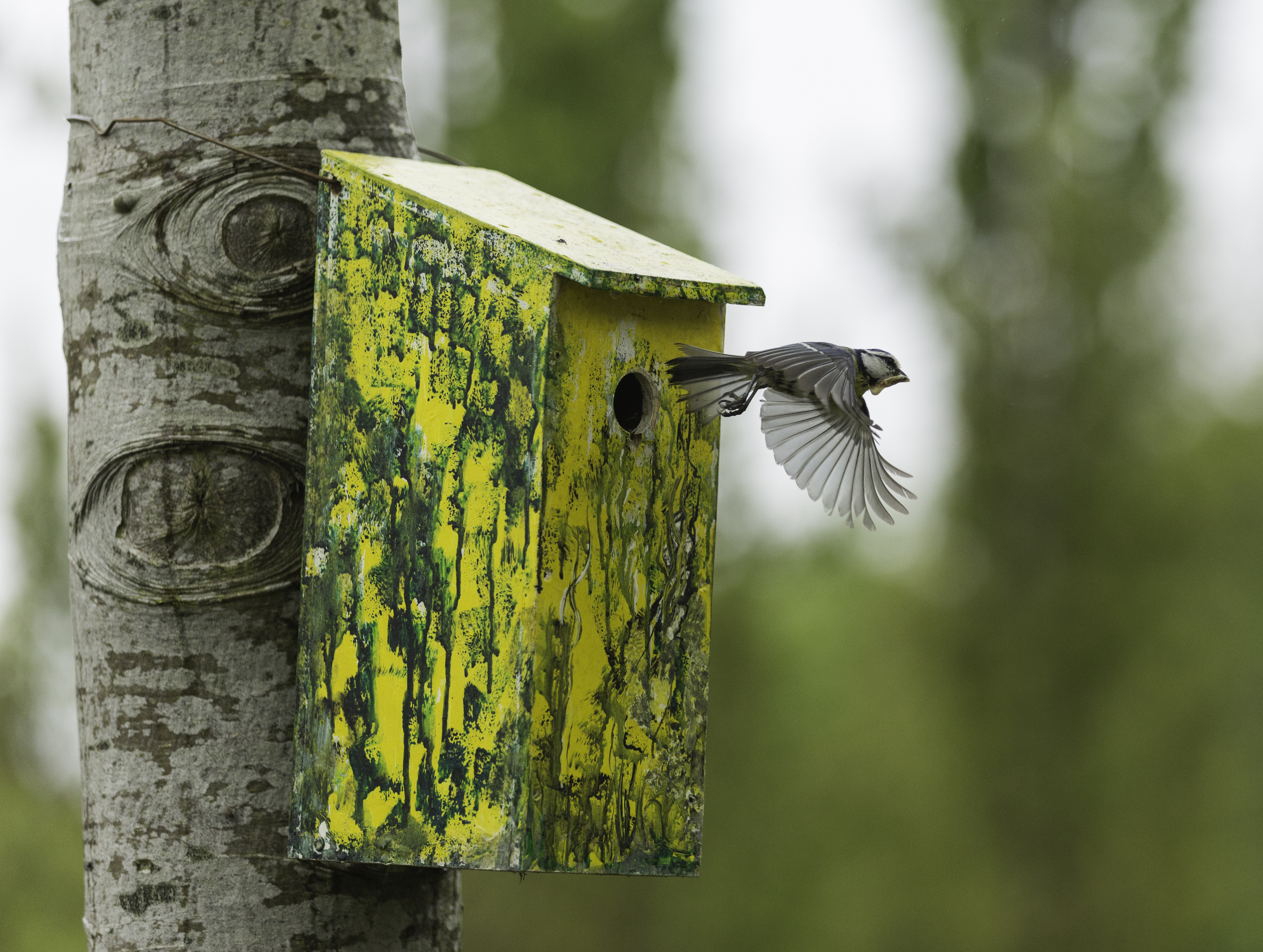
Une Mésange bleue quittant son nichoir.
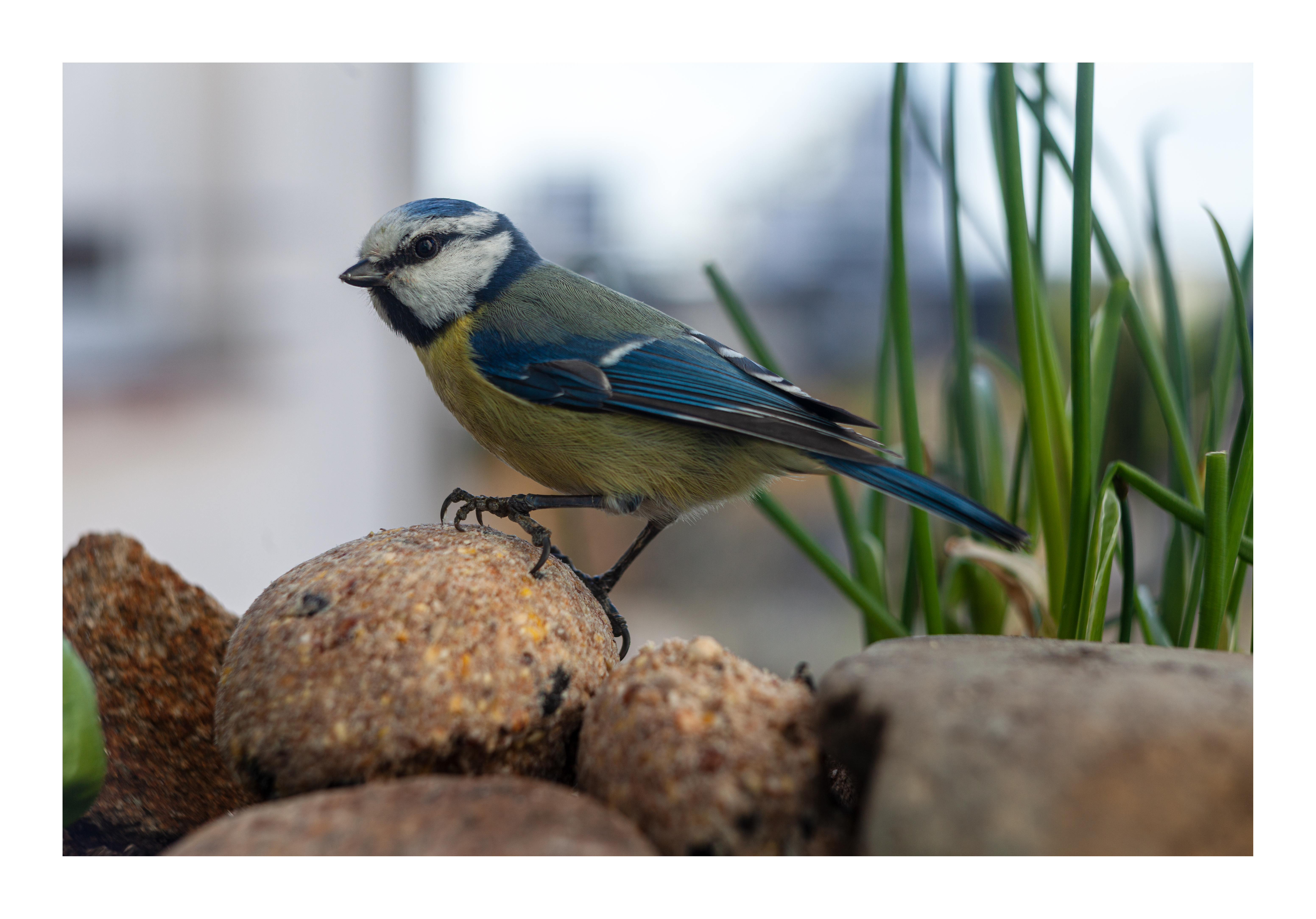
Mésange bleue se nourrissant sur une boule de graines.

Selon des observations dans les années 1920 au sud de Londres, des mésanges bleues et des mésanges charbonnières ont trouvé une technique pour ouvrir les capsules de métal des bouteilles de lait déposées le matin sur le perron des maisons anglaises. Cette technique s'est rapidement répandue dans toute l'Angleterre, au point que les ornithologues ont pu parler d'apprentissage culturel (en). L'éthologiste Louis Lefebvre met en évidence que cette transmission culturelle est plus rapide sans imitation, l'oiseau déduisant la technique à adopter juste en observant une bouteille déjà décapsulée.

### Menaces et protection
Les mésanges spécialistes (espèces inféodées aux forêts telles que la mésange huppée, la mésange noire et la mésange boréale) subissent un certain déclin lié à des facteurs anthropiques (fragmentation et perte de l'habitat dans les aires de reproduction, de migration et d'hivernage) et des facteurs naturels (météorologiques avec les vagues de froid ou de sécheresse, prédateurs sauvages spécialisés avec les rapaces ou opportunistes).
Les effectifs de Mésange bleue, espèce très généraliste, varient également en réponse à des variations anthropogéniques (collisions avec véhicules et infrastructures humaines, empoisonnement par les pesticides, prédation par le chat domestique, principal prédateur des oiseaux et responsable de la mort annuelle de 1,3 à 4 milliards d'oiseaux aux États-Unis), ou des variations naturelles mais, contrairement aux mésanges spécialisées, ils sont globalement stables, voire en légère progression dans la majorité de l’Europe (effectifs européens estimés entre 20 et 44 millions de couples) excepté en France (effectifs estimés entre 2 et 10 millions de couples) et en Suède (entre 750 000 à 1,2 million de couples) où la Mésange bleue est en déclin.
La Mésange bleue bénéficie d'une protection totale sur le territoire français depuis l'arrêté ministériel du 17 avril 1981 relatif aux oiseaux protégés sur l'ensemble du territoire. Il est donc interdit de la détruire, la mutiler, la capturer ou l'enlever, de la perturber intentionnellement ou de la naturaliser, ainsi que de détruire ou enlever les œufs et les nids, et de détruire, altérer ou dégrader son milieu. Qu'elle soit vivante ou morte, il est aussi interdit de la transporter, colporter, de l'utiliser, de la détenir, de la vendre ou de l'acheter s'il s'agit d'oiseaux prélevés dans le milieu naturel.
Depuis l'arrêté de mars 2006 et pour respecter la réglementation européenne, ces interdictions ne s'appliquent plus aux oiseaux nés et élevés en captivité.

### Auxiliaire des cultures
Dans les vergers soucieux de limiter l'usage de pesticides, on place parfois des nichoirs à mésanges afin que celles-ci mangent les Vers de la pomme et les pucerons.
La Mésange bleue se révèle en effet un auxiliaire des cultures efficace utilisé en lutte biologique, par sa consommation de ravageurs aussi bien au printemps, en été et en automne, période à laquelle un couple de mésange stocke 14 kg de chenilles cachées sous des écorces, des mousses ou dans les cavités des arbres afin de passer l'hiver. Une mésange serait ainsi capable à elle seule de protéger 40 arbres fruitiers contre les insectes ravageurs.

### Art et culture

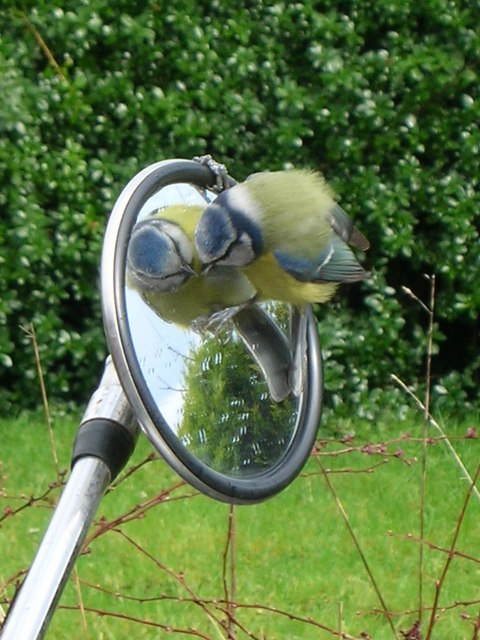
La capacité d'un animal à reconnaître son corps est explorée en éthologie cognitive depuis 1970 à l'aide du test du miroir. Cette mésange s'auto-teste-t-elle ?

Mésange peu farouche, elle n'hésite pas à se montrer à découvert même si elle reste sur ses gardes sur les perchoirs, dans les nichoirs et sur les postes de nourrissage. Cette espèce est ainsi familière à l'homme depuis longtemps, ce qui se traduit, selon les enquêtes ethnozoologiques menées sur cet oiseau, qu'il est intégré dans de nombreuses cultures qui lui ont donné une grande variété de noms vernaculaires et que de nombreuses personnes ont évoqué leurs expériences et conté leurs anecdotes associées à cet oiseau, notamment des horticulteurs tuant des bandes de mésanges bleues ravageant leurs cultures.
Selon une croyance populaire, une jeune femme peut avoir une idée du type d'homme qu'elle épousera si, le jour de la Saint-Valentin, elle aperçoit comme premier oiseau de la journée une Mésange bleue « parce qu'un oiseau bleu annonce un homme heureux ».
La Mésange bleue a donné lieu à quelques représentations symboliques et réalistes mais paradoxalement elle est peu évoquée dans la littérature. Sur une illustration du Livre de la Genèse de la bible de Koberger du XVe siècle, on peut voir une mésange bleue. L'écrivain François Maspero évoque cette espèce en 2005 dans son roman Le Vol de la mésange. L'auteur de bande dessinée et chercheur en sciences sociales Alessandro Pignocchi met en scène dans sa trilogie Petit traité d'écologie sauvage un personnage de mésange bleue qui mène des actions militantes radicales.
L'artiste contemporain Wolfgang Müller (en) lui consacre une partie de son œuvre. Pour des raisons esthétiques, la Mésange bleue est représentée sur des assiettes décoratives, des bijoux et des figurines en porcelaine. La Mésange bleue et ses sous-espèces sont représentées dans de nombreux pays sur une trentaine de timbres-poste. Dans la série belge Oiseaux de Buzin, le timbre représentant la Mésange bleue (7 fb) lancé en 1987 a connu un tirage de 38 261 950 exemplaires. La Mésange bleue est représentée sur le blason de la commune française de Mazinghien.

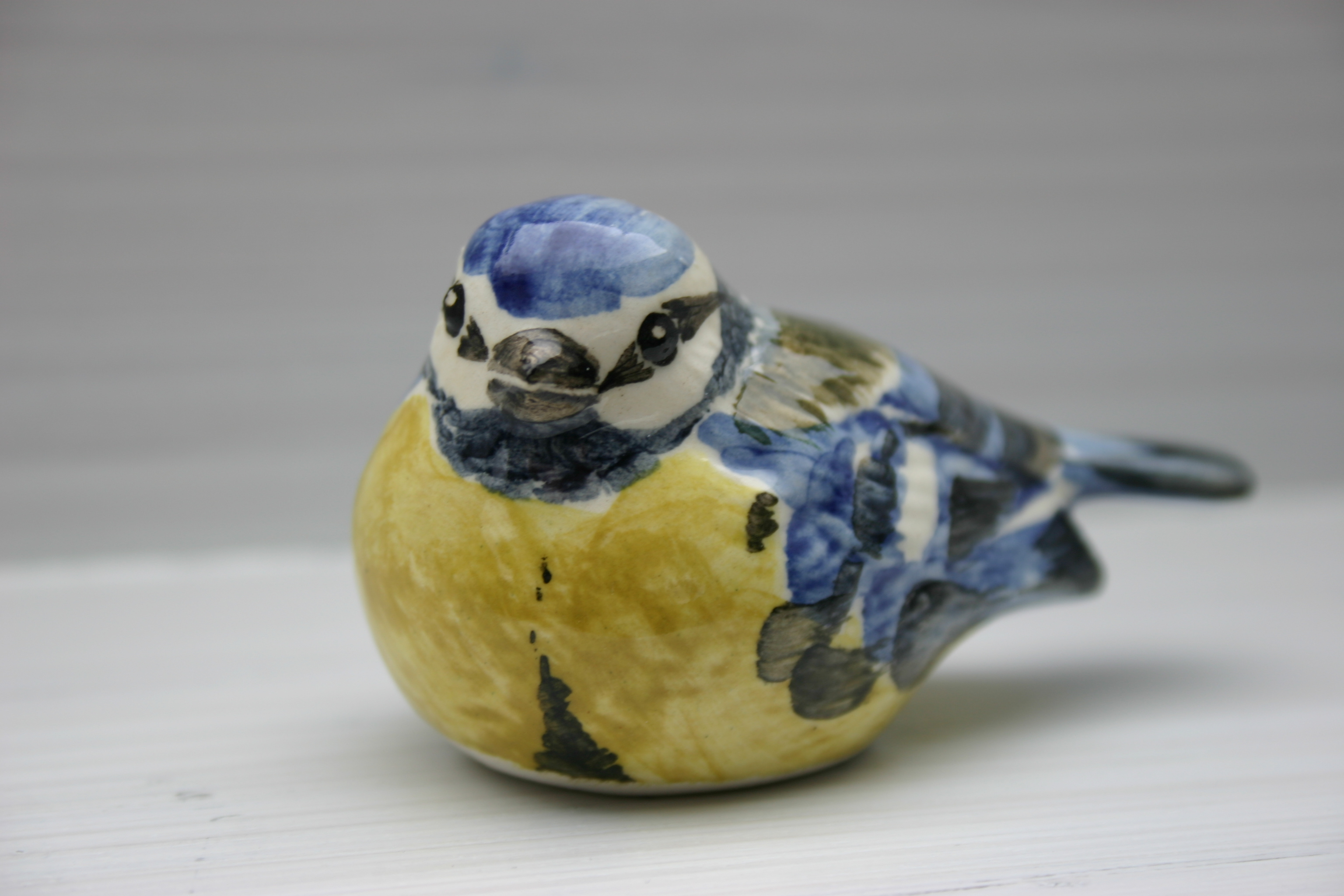
Mésange bleue en porcelaine.
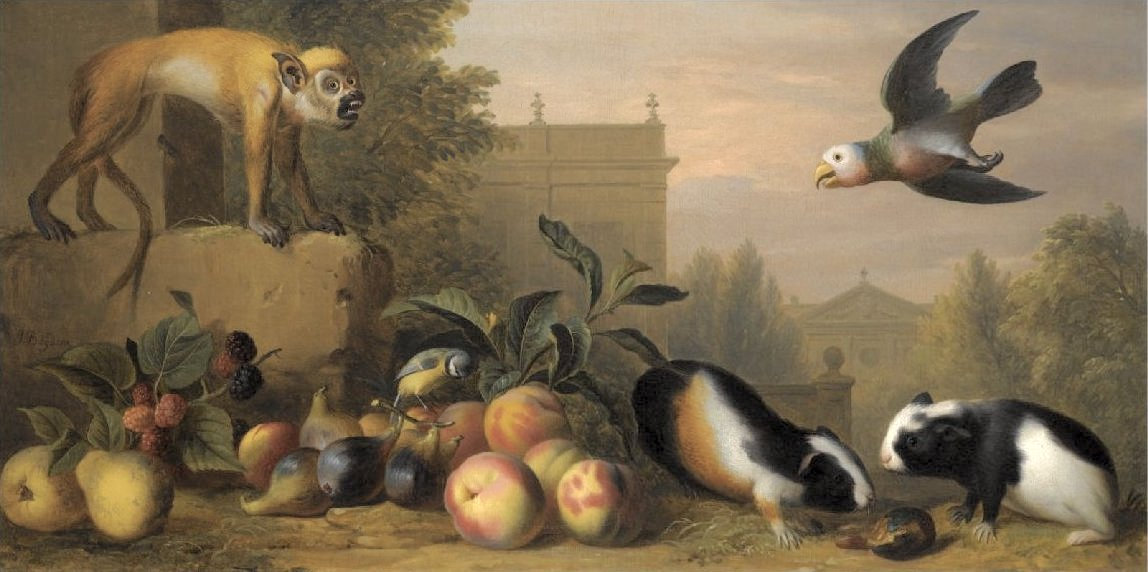
Nature morte de Jakob Bogdani, 1710-1720.
Blason de Mazinghien[note 5].